# 安热勒·于格
安热勒·于格（法語：Angèle Hug，2000年7月30日—），法国女子皮划艇运动员，2021年欧洲皮划艇激流锦标赛女子单人划艇团体铜牌得主、2024年夏季奥林匹克运动会女子单人极限皮艇银牌得主。